# ČSD S 699.001
Die S 699.001 ist der Prototyp einer sechsachsigen elektrischen Universallokomotive von Škoda in Pilsen, der auf Eigeninitiative des Herstellers entstand und für den Export konzipiert wurde. Die 1963 gefertigte Lokomotive war die weltweit erste, bei der glasfaserverstärkter Kunststoff (GFK) am ganzen Lokomotivkasten zur Anwendung kam.

## Geschichte
Die Regierung der Tschechoslowakei beschloss am 30. Januar 1957 die weitere Elektrifizierung des ČSD-Netzes mit Einphasenwechselspannung von 25 kV/50 Hz, nachdem die Strecken bislang mit 3 kV Gleichspannung elektrifiziert worden waren. Das Ministerium für Schwermaschinenbau (MTS) erteilte daraufhin den Auftrag zum Bau einer Co’Co’-Lokomotive bis 1960 an die ihm unterstellten seinerzeitigen V.I.-Lenin-Werke (ZVIL) in Pilsen. Die Entwicklung  einer solchen leistungsstarken sechsachsigen Ellokomotive für das 25-kV-System anstelle einer Turbinenlokomotive befürwortete 1958 auch Prof. František Jansa hinsichtlich auf ihr mögliches Exportpotenzial. Der Entwurf sah zwei Versionen vor – für Güterzüge mit einer Getriebeübersetzung von 3,43 und einer Höchstgeschwindigkeit von 120 km/h und als Schnellzuglokomotive mit einer Übersetzung von 2,18 für 160 km/h.
Die Forderungen der Rumänischen Staatsbahn (CFR) nach einer hohen Leistung und einer maximalen Achslast von 21 t führten im tschechoslowakischen Lokomotivbau zu neuen Konstruktions- und Fertigungsmethoden. Neben dem Lokomotivkasten betraf dies vor allem die elektrischen Komponenten. So erhielt die Lokomotive eine elektrodynamische Bremse und Gleichrichterblöcke auf Basis von Siliziumdioden. Die Fahrmotorwicklungen sind zur besseren Temperaturbeständigkeit bei hoher Belastung mit Silikon isoliert. Der Einsatz wassergekühlter Ignitrongleichrichter des damaligen ČKD-Werks Stalingrad hätte erhebliche Gewichtsprobleme des Fahrzeugs verursacht. Deshalb begann 1960 die Herstellung entsprechender Siliziumdioden im Elektrotechnikwerk von ČKD Prag, Betriebsteil Benešov. Der Lokomotivkasten besteht zur Masse- sowie Metalleinsparung aus GFK. Die äußere Form mit den panoramaförmig gebogenen Führerhausfenstern und den Signalleuchten gestaltete maßgeblich Otakar Diblík.
Die Fertigstellung des Prototyps verzögerte sich aufgrund der schwierig zu realisierenden Passgenauigkeit der Fronten. Er verließ am 28. Dezember 1963 das Pilsener Werk bereits als S 699.001 bezeichnet im Vorgriff auf die offizielle Einführung des »S« für Wechselspannungslokomotiven am 1. Juli 1965. Die Inbetriebnahme mit ersten Werkserprobungen zwischen Pilsen und Horažďovice předměstí erfolgten erst am 8. Juni 1964. Bei erlaubten kurzzeitig erhöhten Fahrmotor-Drehzahlen erreichte die Maschine 140, ausnahmsweise auch 160 km/h. Den ČSD bot man nach der Inbetriebnahme das Einzelstück zum Kauf an, die es aufgrund von Bedenken, dass die installierte Leistung nicht genutzt werden kann und sich die Achsfolge Co’Co’ auf bogenreichen Strecken negativ auf den Oberbau auswirken könnte, letztlich nicht übernahm.
Im Juni 1965 wurde die Lokomotive in Bulgarien auf der steigungsreichen Strecke Gorna Orjachowiza – Russe bei Testfahrten den Bulgarischen Staatseisenbahnen (BDŽ) präsentiert. Nach ihrer Rückkehr erhielt sie im Herstellerwerk andere Drehgestelle, unterhalb der Stirnfenster Griffstangen und eine Lackierung nach dem vereinbarten Farbschema der BDŽ-Baureihe 42.1 – allerdings mit elfenbeinfarbenem Dach, grausilberner Längs- und orangefarbener Frontsicke. So wurde sie im September desselben Jahres auf der Technischen Messe in Brünn präsentiert.
Am 12. Dezember 1965 wurde die Lok an die Eisenbahnversuchsanstalt, die heutige VÚKV verkauft und danach im Rahmen verschiedener Versuchsprogramme nicht nur auf dem Eisenbahnversuchsring Cerhenice eingesetzt. Für diese Einsätze mit höheren Geschwindigkeiten wurden ihre Drehgestelle getauscht. Weil die anderen Wechselstrom-Prototypen der Baureihen S 479.0 und S 479.1 nicht zur Verfügung standen, übernahm die S 699.001 am 6. Januar 1966 die Eröffnungsfahrt des elektrischen Zugbetriebes zwischen Kutná Hora und Havlíčkův Brod. Am 1. November 1972 erreichte die Lokomotive bei Versuchsfahrten auf der Bahnstrecke Břeclav–Brno zwischen Rajhrad und Modřice eine Geschwindigkeit von 203 km/h.
Am 21. Januar 1981 kam es im Maschinenraum zu einem Brand. Daraufhin wurde die Lokomotive nur noch sporadisch als „Ballast“ für Erprobungen anderer Fahrzeuge genutzt und stand jahrelang erst am Versuchsring Cerhenice im Freien, ab März 1991 dann im Depot Brno-Malomeřice, wo zuvor die planmäßigen Wartungsarbeiten durchgeführt wurden. Bei der Einführung der EDV-gerechten Triebfahrzeugbezeichnungen 1988 wurde für die Lokomotive die Betriebsnummer 280 001 vorgesehen, doch nie an der Maschine angeschrieben. Anfang 1998 überführte man die Lokomotive nach langem Verhandeln zur Drehgestellreparatur nach České Velenice und am 15. Juni desselben Jahres (einige Quellen nennen auch das Jahr 1999) mit provisorischen Nummernschildern als S 699.0001 zum Škoda-Werksgelände, wo erste Maßnahmen erfolgten, den weiteren Verfall des vom jahrzehntelangen Abstellen unter freiem Himmel gezeichneten Fahrzeugkastens zu stoppen. Den Mitarbeitern des Škoda-Museums ist es zu verdanken, dass die „sechsachsige Laminátka“ als einziger Prototyp einer Wechselstromlokomotive vor der Verschrottung verschont blieb. Die Aufarbeitung für das technische Museum Techmania erfolgte im ersten Halbjahr 2010 bei der Firma DRAH-servis, die die Lackierung erneuerte und die Maschine als Exponat herrichtete. Dabei wurde auch ein Führerstand als Anschauungsobjekt aufgearbeiter.
Im Jahr 2021 wurde die Lokomotive an das Technische Nationalmuseum Prag (NTM) verkauft und am 13. November 2021 auf eigenen Achsen ins NTM-Depot Chomutov überführt. Künftig ist ihre Präsentation im Neubau des NTM-Eisenbahnmuseums am Prager Masaryk-Bahnhof vorgesehen.
Die Maschine blieb trotz zahlreicher Innovationen wie z. B. einer Anfahrautomatik, neuen Steuerungsart, elektropneumatisch bedienbaren Stromabnehmertrennschaltern und einer Differenzial-Gleitschutzeinrichtung ein Einzelgänger. Der Hersteller rechnete noch bis November 1965 mit einer verbindlichen Bestellung von 30 Lokomotiven durch die BDŽ mit einem Liefertermin im Jahr 1968. Auch andere erhoffte Aufträge der Jugoslawischen Eisenbahnen (JZ), der CFR und weitere Länder blieben aus. Als die BDŽ später doch sechsachsige Lokomotiven für ihre Gebirgsstrecken kaufen wollten, konnte das der Hersteller aufgrund der damaligen hohen Werksauslastung nicht mehr berücksichtigen.
Die S 699.001 bildete jedoch das Grundkonzept für die ab 1965 gebauten vierachsigen Lokomotiven der BDŽ-Baureihe 42.1, denen ab 1966 die konstruktiv gleichen S 489.0, S 499.0 und S 499.1 für die ČSD folgten.

## Technische Merkmale
Mit Ausnahme der Fahrmotoren, des Laufwerks und der ursprünglichen Drehgestellkonstruktion ist die S 699.001 innen technisch identisch mit ihren „Schwestern“ der SŽD-Baureihe ЧС4 (transliteriert ČS4, deutsche Transkription: TschS4).

### Mechanischer Teil
Vom Aufbau her ist die Lokomotive eine Kastenlokomotive mit zentralem Maschinenraum. Der Lokomotivkasten mit zwei beidseitig zugänglichen Endführerständen ist über Drehzapfen mit den beiden Drehgestellen verbunden. Der geschweißte Stahlrahmen aus massiven, gekofferten Langträgern besitzt Kopfstücke, die für den Einbau der UIC-Mittelpufferkupplung vorgerüstet sind. Zur Erhöhung der vertikalen Steifigkeit dient eine bis in Höhe der seitlichen Ansaugöffnung reichende Fachwerkkonstruktion aus leichten, biegsamen Stahlprofilen, auf die großflächige GFK-Paneele „auflaminiert“ sind. Die Führerstandskabinen aus einer versteiften GFK-Konstruktion lagern gefedert auf dem Lokrahmen. Das Dach ist zum Aggregatetausch zweckmäßig in mehrere abnehmbare Sektionen unterteilt. In der Rahmenmitte nehmen zwei Querträger den Haupttransformator auf.

### Drehgestelle
Zu Anfang lief der Prototyp auf Drehgestellen einer Škoda-Eigenkonstruktion mit einstufiger Abfederung über Duplex-Schraubenfedern, hydraulischen Schwingungsdämpfern und massiven Ausgleichhebeln mit gerader Unterkante unter den Achslagergehäusen. Das Prinzip der Achslagerführung im Drehgestell entsprach dem Alsthom-Lenkersystem, ähnlich wie bei den vier später als S 479.0 und S 479.1 bezeichneten Prototypen.
Für Versuche ab Juli 1964 ersetzte man die massiven Ausgleichhebel unter den Achslagergehäusen durch Blattfedern, was der Drehgestellbauweise des Prototyps ЧС4-001 (später S 699.1001 des VÚD/VÚŽ) entsprach. Unter Beteiligung von Spezialisten des Moskauer Zentralen Wissenschaftlichen Forschungsinstituts (CNII) und des Wissenschaftlichen Forschungsinstituts der UdSSR für Eisenbahntechnologie (VNIIŽT) wurden im Rahmen der Drehgestellentwicklung für die SŽD-Baureihe ЧС4 anschließend vier verschiedene Federkombinationen getestet.
Im Oktober 1966 modernisierte das Herstellerwerk die S 699.001 (zum Typ 32Em), wobei sie als Interimslösung für bevorstehende Reisezugwagenerprobungen mit höheren Geschwindigkeiten die Prototyp-Drehgestelle der ЧС4-001 mit Blattfedern, leistungsfähigereren Fahrmotoren 3Al-4446iP und Achsgetrieben mit einer Übersetzung von 2,187 erhielt, die der ursprünglich geplanten „Schnellzug“-Version des Typs 32E für eine Höchstgeschwindigkeit von 160 km/h entsprachen.
Die letzte Modifikation erfolgte im Frühjahr 1967 in den für höhere Instandhaltungsstufen zuständigen ČSD-Werkstätten Kolín. Die Blattfedern wichen nach oben gebogenen massiven Ausgleichhebeln mit anderen Schraubenfedern, so dass sich eine Konstruktion ergab, die den Serienlokomotivemn der SŽD-Baureihe ЧС4 ab der Ordnungsnummer 012 entsprach. Mit diesen Änderungen erreichte die Lokomotive Geschwindigkeiten deutlich über den zulässigen 160 km/h. Zur Rückstellung der ausgedrehten Drehgestelle in die Neutralstellung sind diese in der Fahrzeugmitte über (an ihren inneren Querträgern befestigte) Rohrdreiecke, einen Gummimetall-Kupplungsblock und entgegengesetzt angeordnete Tellerfedern miteinander verbunden.

### Bremse
Die Lokomotive ist mit einer indirekt wirkenden Druckluftbremse als Zugbremse, einer direkt wirkenden Druckluftbremse als Zusatzbremse sowie einer Handbremse pro Drehgestell ausgerüstet. Außerdem ist sie mit einer elektrodynamischen Widerstandsbremse mit 3000 kW Leistung, Erregerstromregelung in zwölf Stufen und Zwangsbelüftung ausgestattet. Ihre Bauart entspricht der der eng verwandten ЧС4-001 (bzw. späteren S 699.1001, Werkstyp 52E0). Die automatische Schleuderschutzbremse verhindert mit ihrer achsselektiven Ansteuerung mit 25 % des maximalen Bremszylinderdruckes und einem Impuls zum Sanden, dass es beim Schleudern von nur einem Radsatz und dem Anbremsen aller anderen zu starken Zugkrafteinbrüchen kommt. Alle Räder sind beidseitig klotzgebremst.

### Elektrische Ausrüstung
Zwei Scherenstromabnehmer dienen der Stromentnahme aus der Fahrleitung. Mit der hochspannungsseitigen Anzapfungssteuerung des ölgekühlten ČKD-Traktionsspartrafos erfolgt die Zugkraftsteuerung. Diese umfasst 32 Fahrstufen, denen ab Stufe 26 bis zu drei Feldschwächungsstufen zugeschaltet werden können. Da für die Schnellzugversion stärkere Fahrmotoren vorgesehen waren, war von Anfang an ein entsprechender Traktionstransformator vom Typ LTS-7.6/25 mit 7,6 MVA Nennleistung eingeplant. Seine beiden Traktionswicklungen mit je 3,3 MVA versorgen zwei Blöcke aus Gleichrichterbrücken mit Siliziumdioden, die für je ein Drehgestell den Strom für die Fahrmotoren liefern. Jede Brücke besteht aus elf parallel geschalteten Zweigen mit fünf in Reihe geschalteten und durch Lüfter zwangsgekühlte Dioden des Typs VK 15/4 (Nennstrom 150 A, Abschaltspannung 400 V). Insgesamt sind (5 × 11) × 4 × 2 = 440 Dioden in den Traktionsgleichrichtern zusammengeschaltet. Ähnlich beinhalten die beiden Hilfsbetriebsgleichrichter (2 × 5) × 4 × 2 = 80 Dioden. Schnellkurzschlusseinrichtungen mit einer Reaktionszeit von <5 ms an den Trafoausgängen schützen die Traktionsgleichrichter bei Überströmen und Kurzschlüssen in den Traktionskreisen vor einer Beschädigung. Zwei Traktionsdrosseln übernehmen die Glättung des Fahrmotorstroms. In den Drehgestellen saßen bis zur Modernisierung sechspolige Škoda-Fahrmotoren 1Al-4446iP für Mischstrom ohne Kompensationswicklung, mit silikonisolierten Ankerwicklungen, 770 kW Dauer- und 800 kW Stundenleistung.
Eine Sekundärwicklung des Trafos mit umschaltbaren Anzapfungen bei 187, 235 und 282 Volt versorgt die Hilfsbetriebsgleichrichter und eine 1500-V-Wicklung dient zum Heizen von Reisezugwagen. Das Bordnetz und die Steuerkreise werden mit 48 Volt betrieben, die Batterieladung erfolgt durch den Spannungsstabilisator ASL-2 mit 56 Volt.
Hinsichtlich der installierten Traktionsleistung wurde auf die Ausrüstung mit einer Mehrfachsteuerung verzichtet.